# Dia das Micro, Pequenas e Médias Empresas
O Dia das Micro, Pequenas e Médias Empresas é um dia comemorado anualmente em 27 de junho desde 2017, instituído pela Assembleia Geral das Nações Unidas em 2017.

## Proclamação
O Dia das Micro, Pequenas e Médias Empresas foi proclamado em 6 de abril de 2017 pela Assembleia Geral das Nações Unidas, seguindo uma proposta liderada pela Missão Permanente da Argentina. O objetivo é aumentar a conscientização sobre a enorme contribuição das pequenas e médias empresas (PMEs) para a realização dos Objetivos de Desenvolvimento Sustentável (ODSs) da Organização das Nações Unidas.

## Celebração
Esse dia é comemorado em 27 de junho. A primeira comemoração foi em 2017, em Buenos Aires, em colaboração com o 62.º Congresso Mundial do Conselho Internacional para Pequenas Empresas (ICSB), destacando o papel da Argentina no estabelecimento desse dia. Desde então, várias atividades e eventos foram realizados em todo o mundo para promover o apoio e o desenvolvimento das micro, pequenas e médias empresas (MPME), incluindo o MSMEs Knowledge Summit, um evento organizado pelo Conselho Internacional para Pequenas Empresas ou fóruns como o de 12 de maio de 2018 na Organização das Nações Unidas.

## Temas
- 2017: Pequenas empresas, grande impacto[6][7]
- 2018: A dimensão da juventude[8]
- 2019: Liberando o potencial das micro, pequenas e médias empresas para contribuir com o Desenvolvimento Sustentável[9]
- 2020: A pandemia da COVID-19 e seu impacto nas pequenas empresas[10]
- 2021: MPMEs para uma recuperação inclusiva e sustentável[11]
- 2022: Resiliência e reconstrução: MPMEs para o desenvolvimento sustentável[12][13]
- 2023: Construindo juntos um futuro mais forte[14]